# Reinoud van Dammartin

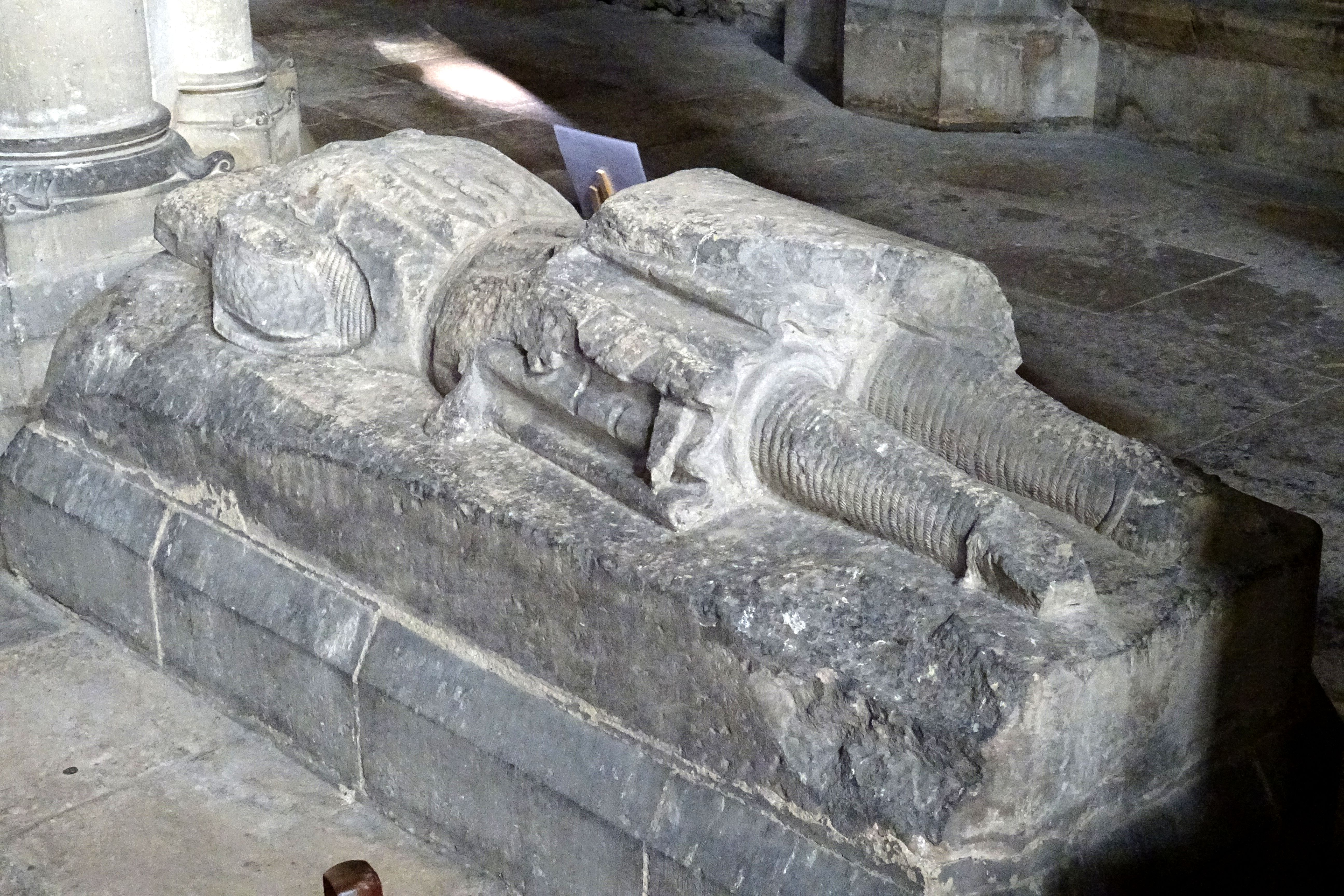
Ligbeeld van Reinoud van Dammartin in de Sint-Lupuspriorij van Saint-Leu-d'Esserent

Reinoud van Dammartin (Ca. 1165 - Péronne, 1227) was graaf van Boulogne, Dammartin en Aumale.

## Biografie
Reinoud van Dammartin werd geboren als de oudste zoon van Alberic III van Dammartin en Mathilde van Clermont en hij groeide op aan het Franse hof waar hij een jeugdvriend was van prins Filips Augustus. Onder zijn vader vocht hij voor de Plantagenets tegen de Franse koning, maar door huwelijkspolitiek werd hij toch een vazal van Filips II. Onder diens druk huwde hij met Ida van Boulogne en werd hij graaf van Boulogne. In 1204 benoemde de Franse koning Reinoud ook tot graaf van Aumale en na de verovering van Normandië in dat jaar verkreeg hij ook Mortain.
In 1211 weigerde hij voor het hof van Filips te verschijnen vanwege een geschil met bisschop Filips van Beauvais. Hierop ontnam de koning de bezittingen van Reinoud en dreef hem daarmee in het kamp van de Engelse koning Jan zonder Land en gezamenlijk sloten zij het Verdrag van Lambeth (1212). Reinoud nam daarop gezamenlijk met Keizer Otto IV en Ferdinand van Vlaanderen deel aan de slag bij Bouvines en zij werden daar verslagen door koning Filips II. Reinoud werd daar gevangen genomen en gevangen gezet te Péronne alwaar hij in 1227 overleed.

## Huwelijk en kinderen
Reinoud van Dammartin was gehuwd met Maria van Chatîllon en kreeg bij haar geen kinderen. Uit zijn huwelijk met Ida van Boulogne werd één kind geboren:
- Mathilde (1202-1259), gehuwd met Filips Hurepel.

## Voorouders
| Voorouders van Reinoud van Dammartin (1165-1227) | Voorouders van Reinoud van Dammartin (1165-1227)                          | Voorouders van Reinoud van Dammartin (1165-1227)                          | Voorouders van Reinoud van Dammartin (1165-1227)                          | Voorouders van Reinoud van Dammartin (1165-1227)                          | Voorouders van Reinoud van Dammartin (1165-1227)                          | Voorouders van Reinoud van Dammartin (1165-1227)                          | Voorouders van Reinoud van Dammartin (1165-1227)                          | Voorouders van Reinoud van Dammartin (1165-1227)                          |
| ------------------------------------------------ | ------------------------------------------------------------------------- | ------------------------------------------------------------------------- | ------------------------------------------------------------------------- | ------------------------------------------------------------------------- | ------------------------------------------------------------------------- | ------------------------------------------------------------------------- | ------------------------------------------------------------------------- | ------------------------------------------------------------------------- |
| Overgrootouders                                  | Alberic van Mello (-1112) ∞ Adela van Dammartin (1116-1165)               | Alberic van Mello (-1112) ∞ Adela van Dammartin (1116-1165)               | Gilbert Basset (-) ∞ ? (-)                                                | Gilbert Basset (-) ∞ ? (-)                                                | Hugo I van Clermont (1030–1101) ∞ Margaretha van Roucy (-)                | Hugo I van Clermont (1030–1101) ∞ Margaretha van Roucy (-)                | ? (–) ∞ ? (-)                                                             | ? (–) ∞ ? (-)                                                             |
| Grootouders                                      | Alberic II van Dammartin (–1183) ∞ Joan Basset (-)                        | Alberic II van Dammartin (–1183) ∞ Joan Basset (-)                        | Alberic II van Dammartin (–1183) ∞ Joan Basset (-)                        | Alberic II van Dammartin (–1183) ∞ Joan Basset (-)                        | Reinoud II van Clermont (1075–1152) ∞ ? (-)                               | Reinoud II van Clermont (1075–1152) ∞ ? (-)                               | Reinoud II van Clermont (1075–1152) ∞ ? (-)                               | Reinoud II van Clermont (1075–1152) ∞ ? (-)                               |
| Ouders                                           | Alberic III van Dammartin (1135-1200) ∞ Mathilde van Clermont (1147-1200) | Alberic III van Dammartin (1135-1200) ∞ Mathilde van Clermont (1147-1200) | Alberic III van Dammartin (1135-1200) ∞ Mathilde van Clermont (1147-1200) | Alberic III van Dammartin (1135-1200) ∞ Mathilde van Clermont (1147-1200) | Alberic III van Dammartin (1135-1200) ∞ Mathilde van Clermont (1147-1200) | Alberic III van Dammartin (1135-1200) ∞ Mathilde van Clermont (1147-1200) | Alberic III van Dammartin (1135-1200) ∞ Mathilde van Clermont (1147-1200) | Alberic III van Dammartin (1135-1200) ∞ Mathilde van Clermont (1147-1200) |